# قائمة البنوك في اليمن
هذه قائمة البنوك في اليمن .

## البنك المركزي
البنك المركزي اليمني

## البنوك المحلية
- بنك التسليف التعاوني والزراعي
- بنك التضامن الاسلامي الدولي
- بنك اليمن والكويت للتجارة والاستثمار
- البنك الاهلي اليمني[1]
- البنك الدولي اليمني
- البنك التجاري اليمني[2]
- بنك شامل اليمن والبحرين
- بنك سبأ الاسلامي
- بنك الامل للتمويل الأصغر
- البنك الاسلامي اليمني للتمويل والاستثمار
- بنك الكريمي للتمويل الأصغر الإسلامي
- بنك قاسمي للتمويل الأصغر الإسلامي
- البنك العربي - فرع اليمن